# Без заподозрени
„Без заподозрени“ (на английски: Suspect Zero) е щатски психологически трилър от 2004 г. на режисьора Е. Елиас Мерхидж, в който участват Арън Екхарт, Бен Кингсли и Кери-Ан Мос. Филмът е продуциран от Cruise/Wagner Productions, съсобствената компания на Том Круз. Филмът е заснет в Албъкърки през 2002 г.